# Hein Blondeel
Hein Blondeel (Velzeke, 10 januari 1983) is een Vlaams acteur, die in Zottegem woont.
Hij is vooral bekend van zijn rol als Niek in de Vlaamse tienerserie Spring. Verder speelde hij ook in de Vlaamse soap Familie: van 2007 tot 2008 als Daan De Wit en van 2011 tot 2013 als Steve Schuurmans. In Thuis speelde hij Jonas, een vriend van Dorien.
Blondeel had hoofdrollen in de kortfilms boy+girl=love en eXit#2. Verder speelde hij gastrollen in onder andere Spoed, Halleluja!, Zone Stad en Het Geslacht De Pauw. In 2008 was hij een van de deelnemers in het tweede seizoen van Steracteur Sterartiest. Hij verloor in de achtste aflevering de strijd van Guillaume Devos en eindigde zo zevende.
Vanaf oktober 2009 was hij te zien in De Rodenburgs op VTM als Simon. In de tweede reeks van de serie was er geen plaats meer voor hem.
In 2011 speelde hij Bram en Harry in Hallo K3!.
Series:
- Spring (2007-2008) als Niek Vandenbulcke
- Familie (2007-2008) als Daan De Wit
- Thuis (2008-2009) als Jonas
- De Rodenburgs (2009-2010) als Simon Sterckx
- Mega Mindy (2011) als Boef
- Familie (2011-2013) als Steve Schuurmans
- Lisa (2021) - als Guy De Meester